# Qāsemābād (ort i Alborz)
Qāsemābād (persiska: قاسِمابادِ آقا, قاسِمابادِ مُظَفَّری, Qāsemābād-e Āqā, قاسم آباد آقا, قاسم آباد) är en ort i Iran.   Den ligger i provinsen Alborz, i den norra delen av landet, 70 km väster om huvudstaden Teheran. Qāsemābād ligger 1 242 meter över havet och antalet invånare är 918.
Terrängen runt Qāsemābād är platt. Runt Qāsemābād är det ganska tätbefolkat, med 86 invånare per kvadratkilometer. Närmaste större samhälle är Naz̧arābād, 13,6 km nordväst om Qāsemābād. Trakten runt Qāsemābād består till största delen av jordbruksmark.